# Гармоническая раскраска

Гармоническая раскраска 7-дерева с тремя уровнями с использованием 12 цветов. Гармоническое хроматическое число этого графа равно 12, поскольку он имеет 57 рёбер число пар цветов равно ncolor*(ncolor-1)/2 >= 57 если только ncolor>=12. Однако (3/2)*(7+1)=12 (смотрите формулу Митчема (Mitchem).

В теории графов гармоническая раскраска — это (правильная) раскраска вершин, при которой любая пара цветов появляется на смежных вершинах не более одного раза. Гармоническое хроматическое число χH(G) графа G — это минимальное число цветов, необходимых для гармонической раскраски графа G.
Любой граф обладает гармонической раскраской, поскольку достаточно раскрасить каждую вершину в свой цвет. Таким образом, χH(G) ≤ |V(G)|. Ясно, что существуют графы G с χH(G) > χ(G) (где χ — хроматическое число). Примером может служить путь длины 2, вершины которого можно раскрасить двумя цветами, но нет гармонической раскраски с 2 цветами.
Некоторые свойства χH(G):
1. χH(Tk,3) = ⌈(3/2)(k+1)⌉, где Tk,3 — это полное k-арное дерево с 3 уровнями. (Mitchem 1989)

Гармоническая раскраска была впервые предложена Харари и Плантхолт (Harary, Plantholt, 1982).
Мало что известно об этом типе раскраски.